# Ptichodis crucis
Ptichodis crucis là một loài bướm đêm trong họ Erebidae.